# París-Roubaix 1982
La París-Roubaix 1982 fou la 80a edició de la París-Roubaix. La cursa es disputà el 18 d'abril de 1982 i fou guanyada pel neerlandès Jan Raas, que s'imposà en solitari en l'arribada a Roubaix.

## Classificació final
|    | Ciclista           | Equip                              | Temps      |
| -- | ------------------ | ---------------------------------- | ---------- |
| 1  | Jan Raas           | TI-Raleigh-Campagnolo              | 7h 21' 50" |
| 2  | Yvon Bertin        | Mercier-Coop                       | + 16"      |
| 3  | Gregor Braun       | Capri Sonne-Eddy Merckx-Campagnolo | m. t.      |
| 4  | Stefan Mutter      | Puch-Eurotex                       | + 37"      |
| 5  | Eddy Planckaert    | Splendor-Wickes                    | m. t.      |
| 6  | Roger de Vlaeminck | DAF Trucks-Teve Blad-Rossin        | m. t.      |
| 7  | Marc Sergeant      | Boule d'Or-Colnago                 | m. t.      |
| 8  | Ludo Peeters       | TI-Raleigh-Campagnolo              | m. t.      |
| 9  | Bernard Hinault    | Renault-Elf-Gitane                 | m. t.      |
| 10 | Francesco Moser    | Famcucine                          | m. t.      |